# María José de Zaldívar
María José de Zaldívar Rusca es una actriz peruano-española.

## Biografía
Comenzó en las telenovelas en la década de los ochenta, debutando en Carmín de Panamericana Televisión, posteriormente participó en Cosas del amor y Pobre diabla.
En el año 2003, fue parte de la telenovela Bésame tonto, y el siguiente año participó en Tormenta de pasiones.
En 2011, regresó a la televisión con Corazón de fuego de ATV.

## Filmografía

### Televisión
- Corazón de fuego (2011-2012) como Zenaida.
- Tormenta de pasiones (2004) como Eloisa.
- Bésame tonto (2003) como Asunción.
- Éxtasis (2001)
- Estrellita (2000)
- Vidas prestadas (2000) como Felicia Sánchez Viscero.
- Pobre diabla (2000) como Sor Angélica.
- Cosas del amor (1998) como Virginia.
- Boulevard Torbellino (1997) como Carlota.
- Risas y salsa (1989) como Chavilla.
- Carmín (1984)